# قطبی-آلپی
یک آرایه قطبی-آلپی (به انگلیسی: Arctic–alpine) آرایه‌ای است که پراکندگی طبیعی آن شامل قطب شمال و رشته‌کوه‌های جنوبی‌تر، به‌ویژه کوه‌های آلپ است. وجود گونه‌های یکسان یا مشابه در هر دو توندرا شمال دور و رشته‌کوه‌های مرتفع در جنوب، گواهی بر شرایط محیطی مشابهی است که در این دو مکان یافت می‌شود. به عنوان مثال، گیاهان قطبی-آلپی باید با دمای پایین، دمای شدید، بادهای شدید و فصل رشد کوتاه سازگار شوند؛ بنابراین، معمولاً رشد کمی دارند و اغلب تشک یا بالشتک برای کاهش هدررفت آب از طریق تبخیر و تعرق تشکیل می‌دهند.
نمونه‌هایی از گیاهان قطبی-آلپی عبارتند از:
- Arabis alpina
- Betula nana[۲][۳]
- Drana incana[۲]
- Dryas octopetala[۴]
- Gagea serotina (Syn. Lloydia serotina)[۵]
- Loiseleuria procumbens[۶]
- Micranthes stellaris[۷]
- Oxyria digyna[۲]
- Ranunculus glacialis[۱]
- Salix herbacea[۲]
- Saussurea alpina[۲]
- Saxifraga oppositifolia[۲]
- Silene acaulis[۸]
- Thalictrum alpinum[۲]
- Veronica alpina[۱]